# 苏局仙
苏局仙（1882年—1991年），名裕国，字局仙，以字行，男，江苏南汇（今属上海）人。晚清末科秀才，中国书法家。与北派书法家孙墨佛齐名，有“南仙北佛”之说。

## 家庭
苏东坡第28世孙。子苏健侯为上海市文史研究馆馆员。